# Banguel-Daou
Pour les articles homonymes, voir Banguel (homonymie) et Daou.
Banguel-Daou est une commune située dans le département de Seytenga, dans la province du Séno, région du Sahel, au Burkina Faso.